# サングスター国際空港
サングスター国際空港（サングスターこくさいくうこう、英: Sangster International Airport、IATA: MBJ）は、ジャマイカのモンテゴ・ベイ市にある空港である。同市はジャマイカ第2の都市で観光の拠点である。2021年の旅客数は258万人でジャマイカの空港では最大だった。
名称は政治家ドナルド・サングスターに由来する。

## 主な航空会社
- カリビアン航空
- アエロガビオータ
- インターカリビアン航空
- コパ航空
- ケイマン航空
- LATAM ペルー
- アメリカン航空
- デルタ航空
- ユナイテッド航空
- フロンティア航空
- ジェットブルー航空
- スピリット航空
- サンカントリー航空
- エア・カナダ
- エアトランザット
- ウエストジェット航空
- ブリティッシュ・エアウェイズ
- ヴァージン・アトランティック航空
- コンドル航空
- ユーロウィングス
- TUIエアウェイズ
- ネオス (航空会社)